# Marele Război al Nordului
Marele Război al Nordului s-a desfășurat la începutul secolului al XVIII-lea (1700-1721). Danemarca, Polonia și Rusia au format o coaliție împotriva Suediei. Regele Carol al XII-lea al Suediei, în vârstă de numai 18 ani, ajunge cu flota în dreptul Copenhagăi, debarcă în forță și obligă orașul să capituleze. Lovită în plin, Danemarca se retrage din coaliție. La rândul său, August al II-lea al Poloniei, după ce cucerește Dunamunde, este învins la porțile Rigăi.
Petru I ajunge la Narva, oraș suedez controlat în trecut de Rusia, la 23 septembrie 1700. Rusia e învinsă de către Suedia.
În Rusia se întăresc orașele, se reface armata, se construiesc tunuri, corăbii și reface coaliția cu Polonia și cu Danemarca. În 1701 are loc prima victorie a Rusiei la Șeremetievo asupra suedezilor. În 1702, rușii obțin noi victorii în timp ce Carol al XII al Suediei îi învinge pe saxoni și polonezi și intră în Cracovia. La 11 octombrie 1702, fortăreața Noteburg capitulează în fața rușilor, apoi, prima victorie navală a rușilor, capitularea Narvei. Toate aceste victorii se datorează faptului că, grosul trupelor suedeze se afla în Polonia, unde în 1706, Carol al XII-lea silește Dieta de la Varșovia să-l proclame rege pe Stanislaw Leszczynski. Petru rămâne singur în fața regelui Suediei.
În 1709, Carol al XII este înfrânt în Bătălia de la Poltava, iar din armata sa cea numeroasă și vitează nu mai rămân decât 24.000 de oameni, în zdrențe și vlăguiți. În iunie 1709, Carol al XII-lea, rănit la piciorul stâng, asistă la atac purtat pe o targă, în timp ce Petru se află peste tot, aleargă, răcnește, împarte ordine, îi îmbărbătează pe unii sau îi ocărăște pe alții. Cele 72 de tunuri rusești nimicesc liniile dușmanului. Carol fuge la Tighina aflată sub ocupație otomană.